# Magic: The Gathering — Duels of the Planeswalkers
Magic: The Gathering – Duels of the Planeswalkers — видеоигра, основанная на одноимённой коллекционной карточной игре. 17 июня 2009 года выпущена на Xbox 360, 15 июня 2010 года — на PC.

## Геймплей
Основой игры стали стандартные правила коллекционной карточной игры Magic: The Gathering. Каждый игрок имеет колоду, содержащую карты, относящиеся либо к одному из пяти цветов (красному, синему, зелёному, чёрному, белому), либо, реже, к их комбинации, либо не относящиеся ни к одному цвету («бесцветные»). Все карты делятся на «земли» и «заклинания». Земли используются для получения очков маны, необходимых для использования «заклинаний». «Земли» определённого цвета позволяют получать очки маны соответствующего цвета, которые, в свою очередь, позволяют использовать «заклинания» соответствующего цвета. Кроме того, очки цветной маны могут конвертироваться в очки бесцветной маны, так же необходимые для использования «заклинаний». Эффект, который производит использование карты «заклинания», описан на самой карте и может быть практически любым, вплоть до переопределения ключевых правил игры. Несмотря на это, все заклинания делятся на несколько основных типов, определяющие особенности их использования. Результатом действия многих заклинаний является создание «перманентов» — игровых фишек (в роли которых, чаще всего, выступают сами карты заклинаний), остающихся в игре до тех пор, пока что-нибудь не заставит их её покинуть. Эти фишки так же могут относиться к цветам, их комбинациям, либо быть бесцветными. Одним из основных видов фишек являются «существа», к способностям которых относится возможность каждый ход атаковать противника, отнимая у него очки жизни, либо защищать игрока от атак существ противника. Игра продолжается до того момента, пока один из соперников не потеряет все свои очки жизни.
Magic: The Gathering — Duels of the Planeswalkers немного изменена, по сравнению с настольной версией. Правила в ней упрощены, для более лёгкого восприятия новичками. В ней нельзя собирать свою собственную колоду, можно лишь открывать карты из одиннадцати готовых наборов, обыгрывая компьютерного соперника. Собирая карты, игрок делает свою колоду более сильной.
В игре отсутствуют некоторые карты, которые разработчики посчитали недостаточно подходящими для «аркады».

## Разработка
| Системные требования | Системные требования                             | Системные требования                             |
| -------------------- | ------------------------------------------------ | ------------------------------------------------ |
|                      | Рекомендации                                     |                                                  |
| Microsoft Windows    |                                                  |                                                  |
| ОС                   | Windows XP SP 3 или новее                        | Windows XP SP 3 или новее                        |
| ЦПУ                  | 2 ГГц (Pentium 4 или лучше)                      | 2 ГГц (Pentium 4 или лучше)                      |
| Объём ОЗУ            | 1 Гб (2 Гб для Windows Vista)                    | 1 Гб (2 Гб для Windows Vista)                    |
| Место на диске       | 700 Мб                                           | 700 Мб                                           |
| Видеокарта           | 256 Мб, с поддержкой Pixel Shader 2.0c или лучше | 256 Мб, с поддержкой Pixel Shader 2.0c или лучше |
| Устройства ввода     | компьютерная мышь, клавиатура, геймпад           | компьютерная мышь, клавиатура, геймпад           |

В связи с особенностями игры, где каждая карта может изменять основные правила, движок игры Magic: The Gathering — Duels of the Planeswalkers сделан комбинированным: ядро написано на C++, а в качестве скриптового языка используется Lua. Сам же движок написан с расчётом на будущие дополнения и DLC, включающие новые наборы карт. Также движок поддерживает карты с более комплексными правилами.
Интерфейс игры разрабатывался отдельно от движка и работает с ним по технологии «клиент-сервер». Это сделано для того, чтобы избежать сложностей в работе интерфейса, а также, чтобы позволить повторное использование интерфейса в других играх.
Искусственный интеллект игры основан на создании многоступенчатого дерева принятия решений. Компьютер оценивает текущую ситуацию на поле и предыдущие действия противников, просчитывает все возможные действия, а затем выбирает наилучший вариант из доступных. Движок игры — многопоточный, поэтому для удержания одинаковой частоты кадров при просчёте ИИ, движок использует отдельное процессорное ядро.

## Продажи и рецензии
| Сводный рейтинг       | Сводный рейтинг             |
| Агрегатор             | Оценка                      |
| --------------------- | --------------------------- |
| GameRankings          | 77,63 % (X360) 70,80 % (PC) |
| Metacritic            | 75 % (X360) 67 % (PC)       |
| Иноязычные издания    |                             |
| Издание               | Оценка                      |
| Edge                  | 80 %                        |
| GamePro               | 4,5/5                       |
| GameSpot              | 6,1/10                      |
| IGN                   | 7,5/10                      |
| Русскоязычные издания |                             |
| Издание               | Оценка                      |
| Absolute Games        | 80 %                        |
| «Игромания»           | 7,0/10                      |

За первую неделю, через Xbox Live Marketplace, было продано 170 000 копий игры, а демоверсия игры была скачана 440 000 раз. Также игра находилась в десятке самых популярных тайтлов в Xbox Live.
Игровая пресса хорошо оценила игру. Средняя оценка в рецензиях составила примерно 70 из 100.
Чарльз Оньетт (англ. Charles Onyett) из IGN отметил большое количество режимов игры. Тэл Блевинс (англ. Tal Blevins) из GameSpot написал, что Duels of the Planeswalkers нацелена на новичков в «Магии», а для игравших в Magic: The Gathering от MicroProse игра не стоит своей цены.
Редактор Игромании Кирилл Волошин, заканчивая свою рецензию, написал: «...В этот раз Wizards of the Coast нашли отличный способ познакомить молодую аудиторию с „Магией“ — и спасибо им уже за то, что ради этого они не стали мешать карточную игру с файтингом, как это сделала в 2003 году Atari в MtG: Battlegrounds». Рецензент сайта AG.ru, Nomad, похвалил игру за ИИ и режим «испытания».
Летом 2018 года, благодаря уязвимости в защите Steam Web API, стало известно, что точное количество пользователей сервиса Steam, которые играли в Magic 2014 — Duels of the Planeswalkers хотя бы один раз, составляет 945 492 человека, в Magic: The Gathering - Duels of the Planeswalkers 2013 — 452 484 человека, в Magic: The Gathering - Duels of the Planeswalkers 2012 — 377 401 человек.